# Vidadi Babanli
 (16 août 2025).
Le texte peut changer fréquemment, n’est peut-être pas à jour et peut manquer de recul. N’hésitez pas à participer, en veillant à citer vos sources.
 (juin 2023).
La mise en forme du texte ne suit pas les recommandations de Wikipédia : il faut le « wikifier ».
Les points d'amélioration suivants sont les cas les plus fréquents :
- Les titres sont pré-formatés par le logiciel. Ils ne sont ni en capitales, ni en gras.
- Le texte ne doit pas être écrit en capitales (les noms de famille non plus), ni en gras, ni en italique, ni en « petit »…
- Le gras n'est utilisé que pour surligner le titre de l'article dans l'introduction, une seule fois.
- L'italique est rarement utilisé : mots en langue étrangère, titres d'œuvres, noms de bateaux, etc.
- Les citations ne sont pas en italique mais en corps de texte normal. Elles sont entourées par des guillemets français : « et ».
- Les listes à puces sont à éviter, des paragraphes rédigés étant largement préférés. Les tableaux sont à réserver à la présentation de données structurées (résultats, etc.).
- Les appels de note de bas de page (petits chiffres en exposant, introduits par l'outil «  Source ») sont à placer entre la fin de phrase et le point final[comme ça].
- Les liens internes (vers d'autres articles de Wikipédia) sont à choisir avec parcimonie. Créez des liens vers des articles approfondissant le sujet. Les termes génériques sans rapport avec le sujet sont à éviter, ainsi que les répétitions de liens vers un même terme.
- Les liens externes sont à placer uniquement dans une section « Liens externes », à la fin de l'article. Ces liens sont à choisir avec parcimonie suivant les règles définies. Si un lien sert de source à l'article, son insertion dans le texte est à faire par les notes de bas de page.
- La présentation des références doit suivre les conventions bibliographiques. Il est recommandé d'utiliser les modèles {{Ouvrage}}, {{Chapitre}}, {{Article}}, {{Lien web}} et/ou {{Bibliographie}}. Le mode d'édition visuel peut mettre en forme automatiquement les références.
- Insérer une infobox (cadre d'informations à droite) n'est pas obligatoire pour parachever la mise en page.

Pour une aide détaillée, merci de consulter Aide:Wikification.
Si vous pensez que ces points ont été résolus, vous pouvez retirer ce bandeau et améliorer la mise en forme d'un autre article.
Pour les articles homonymes, voir Babanli.
Vidadi Babanli (en azéri : Vidadi Yusif oğlu Babanlı ), né le 5 janvier 1927 à Birindji Chikhli (district de Gazakh, RSS d'Azerbaïdjan, URSS) et mort le 16 août 2025, est un écrivain en prose, poète, traducteur, membre de l'Union des écrivains d'Azerbaïdjan de 1954 à 2025, ouvrier d'art honoré d'Azerbaïdjan (1986), retraité présidentiel (2022), soviétique puis azerbaïdjanais.

## Biographie
Vidadi Babanli est né dans une famille d'enseignants. Après avoir obtenu son diplôme d'études secondaires, il a étudié à la Faculté de philologie de l'Université (1944-1949). Pendant un an, il travaille comme enseignant à l'école secondaire de la ville de Sabirabad, puis déménage à Bakou et travaille comme collaborateur littéraire à la rédaction du journal Azerbaijan Muallimi (Professeur azerbaїdjanais).

## Études
Vidadi Babanli étudie à l'Institut Gorki de littérature à Moscou. Malgré son souhait de poursuivre ses études doctorales, il doit retourner à Bakou en raison des problèmes de santé. Il travaille comme collaborateur littéraire, puis chef de département à la rédaction d' Adabiyyat Gazeti (1954-1960). En 1961-1968, il dirige le département de prose du magazine Azerbaijan. En 1974-1976, il est rédacteur en chef adjoint du département de doublage du studio de cinéma azerbaïdjanais du nom de Dj. Djabbarli, et en 1978-1981 rédacteur en chef adjoint de la maison d'édition Yazitchi. Il est actuellement engagé dans l'art. Son premier ouvrage publié est le poème Tu es devenue ma mère publié en 1947 dans le journal Jeunesse de l’Azerbaїdjan. Ses premiers poèmes Retour, Une nuit à Tabriz sont publiés dans des périodiques sous le pseudonyme Vidadi Chikhli. Il commence à écrire de la prose avec l'histoire La mariée (depuis 1954).

## Œuvre
Depuis 1954, Vidadi Babanli écrit des romans, des nouvelles, des essais, des articles journalistiques et des scénarios. Ses œuvres sont traduites dans les langues des peuples de l'URSS et d’autres peuples. La pièce Invité dans sa propre maison est mise en scène (2003). Ses poèmes sont régulièrement publiés dans des périodiques. Le recueil de poèmes Hymne au courage est publié par la maison d'édition "Khazar" (2002). Le recueil d'ouvrages publicitaires Le chagrin me parle (2003), le roman autobiographique Mes secrets (2002-2003), le récit La vengeance de mère (1995) ont suscité la sympathie. Il voyage en Espagne, en France, en Italie, en Allemagne, en Pologne et dans un certain nombre de pays étrangers avec un groupe choisi d'écrivains.

## Distinctions
- Décret honorifique du Présidium du Soviet suprême de la RSS d'Azerbaïdjan - 14 janvier 1977
- Travailleur d'art honoré d'Azerbaïdjan - 1986
- Boursier présidentiel - 11 juin 2002 [1]
- Ordre d'honneur (pour grands services dans le développement de la littérature azerbaïdjanaise) - 8 janvier 2022